# 圣安东尼奥-迪波西
圣安东尼奥-迪波西是巴西圣保罗州的一个市镇。总面积154.113平方公里，总人口20989人，人口密度136.2人/平方公里。